# Aire d'attraction de Nancy
L'aire d'attraction de Nancy est une aire d'attraction française centrée autour de l'agglomération de Nancy, en Lorraine.
Cette aire de 511 257 habitants répartis dans 353 communes constitue un zonage d'étude défini par l'Insee pour caractériser l’influence de la commune de Nancy sur les communes environnantes. Créée en octobre 2020, elle se substitue à l'aire urbaine de Nancy .

## Définition
L'aire d'attraction d'une ville est composée d’un pôle, défini à partir de critères de population et d’emploi ainsi que d’une couronne constituée des communes dont au moins 15 % des actifs travaillent dans le pôle. Le pôle d’attraction constitue ainsi un point de convergence des déplacements domicile-travail,.

## Géographie
L’aire d'attraction de Nancy est une aire inter-départementale qui comporte 353 communes : 328 situées en Meurthe-et-Moselle, 15 dans la Moselle, 8 dans les Vosges. 

### Carte

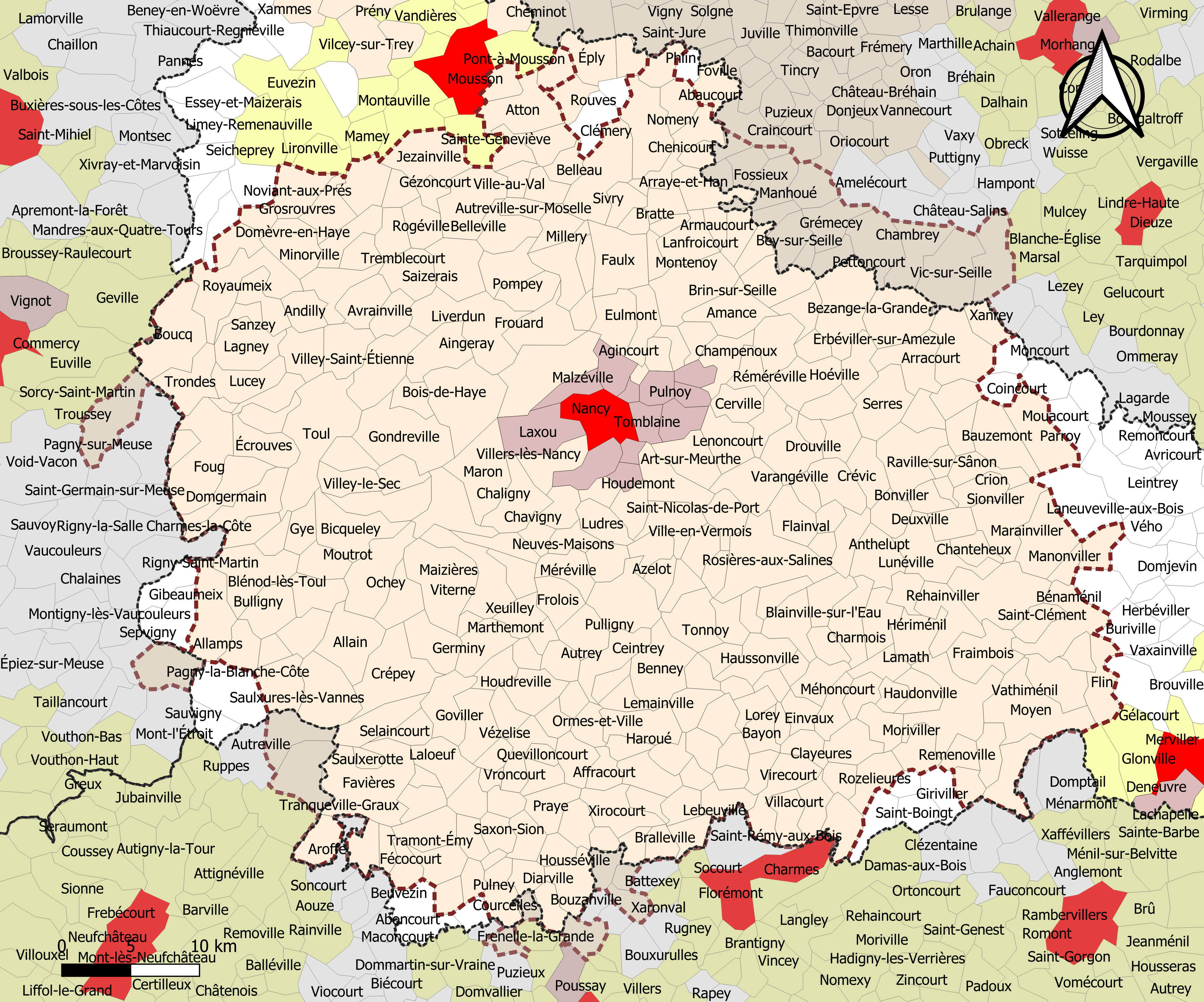
Carte de l'aire d'attraction de Nancy.
Commune-centre
Commune du pôle principal
Commune de la couronne

### Composition communale
| Catégorie                  | Département        | Communes | Communes |
| Catégorie                  | Département        | Nombre   | Libellé |
| -------------------------- | ------------------ | -------- | --- |
| Commune-centre             | Meurthe-et-Moselle | 1        | Nancy. |
| Communes du pôle principal | Meurthe-et-Moselle | 12       | Essey-lès-Nancy, Heillecourt, Jarville-la-Malgrange, Laxou, Malzéville, Maxéville, Pulnoy, Saint-Max, Saulxures-lès-Nancy, Seichamps, Tomblaine, Vandœuvre-lès-Nancy. |
| Communes de la couronne    | Meurthe-et-Moselle | 315      | Abaucourt, Affracourt, Agincourt, Aingeray, Allain, Allamps, Amance, Andilly, Ansauville, Anthelupt, Armaucourt, Arracourt, Arraye-et-Han, Art-sur-Meurthe, Athienville, Atton, Autreville-sur-Moselle, Autrey, Avrainville, Azelot, Bagneux, Bainville-aux-Miroirs, Bainville-sur-Madon, Barbonville, Barisey-au-Plain, Barisey-la-Côte, Bathelémont, Battigny, Bauzemont, Bayon, Belleau, Belleville, Benney, Bey-sur-Seille, Bezange-la-Grande, Bezaumont, Bicqueley, Bienville-la-Petite, Blainville-sur-l'Eau, Blénod-lès-Toul, Bonviller, Borville, Boucq, Bouvron, Bouxières-aux-Chênes, Bouxières-aux-Dames, Bouzanville, Bralleville, Bratte, Brémoncourt, Brin-sur-Seille, Bruley, Buissoncourt, Bulligny, Burthecourt-aux-Chênes, Ceintrey, Cerville, Chaligny, Champenoux, Champigneulles, Chanteheux, Chaouilley, Charmes-la-Côte, Charmois, Chaudeney-sur-Moselle, Chavigny, Chenevières, Chenicourt, Choloy-Ménillot, Clayeures, Clérey-sur-Brenon, Colombey-les-Belles, Courbesseaux, Coyviller, Crantenoy, Crépey, Crévéchamps, Crévic, Crézilles, Crion, Croismare, Custines, Damelevières, Deuxville, Diarville, Dieulouard, Dolcourt, Dombasle-sur-Meurthe, Domèvre-en-Haye, Domgermain, Dommarie-Eulmont, Dommartemont, Dommartin-lès-Toul, Dommartin-sous-Amance, Domptail-en-l'Air, Drouville, Écrouves, Einvaux, Einville-au-Jard, Erbéviller-sur-Amezule, Étreval, Eulmont, Faulx, Favières, Fécocourt, Ferrières, Flainval, Flavigny-sur-Moselle, Fléville-devant-Nancy, Flin, Fontenoy-sur-Moselle, Forcelles-Saint-Gorgon, Forcelles-sous-Gugney, Foug, Fraimbois, Fraisnes-en-Saintois, Francheville, Franconville, Frolois, Frouard, Froville, Gélaucourt, Gellenoncourt, Gémonville, Gerbécourt-et-Haplemont, Gerbéviller, Germiny, Germonville, Gézoncourt, Gondreville, Goviller, Grimonviller, Gripport, Griscourt, Grosrouvres, Gugney, Gye, Haigneville, Hammeville, Haraucourt, Haroué, Haudonville, Haussonville, Hénaménil, Hériménil, Hoéville, Houdelmont, Houdemont, Houdreville, Housséville, Hudiviller, Jaillon, Jeandelaincourt, Jevoncourt, Jezainville, Jolivet, Juvrecourt, Lagney, Laître-sous-Amance, Lalœuf, Lamath, Landécourt, Landremont, Laneuvelotte, Laneuveville-derrière-Foug, Laneuveville-devant-Bayon, Laneuveville-devant-Nancy, Lanfroicourt, Laronxe, Lay-Saint-Christophe, Lay-Saint-Remy, Lebeuville, Lemainville, Leménil-Mitry, Lenoncourt, Létricourt, Leyr, Liverdun, Loisy, Lorey, Loromontzey, Lucey, Ludres, Lunéville, Lupcourt, Magnières, Mailly-sur-Seille, Maixe, Maizières, Malleloy, Mangonville, Manoncourt-en-Vermois, Manoncourt-en-Woëvre, Manonville, Manonviller, Marainviller, Marbache, Maron, Marthemont, Martincourt, Mattexey, Mazerulles, Méhoncourt, Ménil-la-Tour, Méréville, Messein, Millery, Minorville, Moivrons, Moncel-lès-Lunéville, Moncel-sur-Seille, Montenoy, Mont-le-Vignoble, Mont-sur-Meurthe, Moriviller, Morville-sur-Seille, Mousson, Moutrot, Moyen, Neuves-Maisons, Neuviller-sur-Moselle, Nomeny, Noviant-aux-Prés, Ochey, Ognéville, Omelmont, Ormes-et-Ville, Pagney-derrière-Barine, Parey-Saint-Césaire, Parroy, Pierre-la-Treiche, Pierreville, Pompey, Pont-Saint-Vincent, Praye, Pulligny, Pulney, Quevilloncourt, Raville-sur-Sânon, Rehainviller, Remenoville, Réméréville, Richardménil, Rogéville, Romain, Rosières-aux-Salines, Rosières-en-Haye, Roville-devant-Bayon, Royaumeix, Rozelieures, Saffais, Saint-Clément, Saint-Firmin, Sainte-Geneviève, Saint-Germain, Saint-Mard, Saint-Nicolas-de-Port, Saint-Remimont, Saint-Rémy-aux-Bois, Saizerais, Sanzey, Saulxerotte, Saxon-Sion, Selaincourt, Seranville, Serres, Sexey-aux-Forges, Sionviller, Sivry, Sommerviller, Sornéville, Tantonville, Thélod, They-sous-Vaudemont, Thiébauménil, Thorey-Lyautey, Thuilley-aux-Groseilles, Tonnoy, Toul, Tramont-Émy, Tramont-Lassus, Tramont-Saint-André, Tremblecourt, Trondes, Valhey, Vallois, Vandeléville, Vannes-le-Châtel, Varangéville, Vathiménil, Vaudémont, Vaudeville, Vaudigny, Bois-de-Haye, Velaine-sous-Amance, Velle-sur-Moselle, Vézelise, Vigneulles, Villacourt, Ville-au-Val, Ville-en-Vermois, Villers-en-Haye, Villers-lès-Moivrons, Villers-lès-Nancy, Villey-le-Sec, Villey-Saint-Étienne, Virecourt, Viterne, Vitrey, Vitrimont, Voinémont, Vroncourt, Xermaménil, Xeuilley, Xirocourt. |
| Communes de la couronne    | Meuse              | 2        | Pagny-la-Blanche-Côte, Troussey. |
| Communes de la couronne    | Moselle            | 15       | Aboncourt-sur-Seille, Ajoncourt, Attilloncourt, Aulnois-sur-Seille, Bioncourt, Chambrey, Fossieux, Grémecey, Jallaucourt, Malaucourt-sur-Seille, Manhoué, Moyenvic, Pettoncourt, Salonnes, Vic-sur-Seille. |
| Communes de la couronne    | Vosges             | 8        | Ambacourt, Autreville, Battexey, Boulaincourt, Frenelle-la-Petite, Harmonville, Marainville-sur-Madon, Xaronval. |

## Démographie
Cette aire est catégorisée dans les aires de 200 000 à moins de 700 000 habitants, une catégorie qui regroupe 23,6 % de la population au niveau national,. La population totale de l'aire d'attraction de Nancy est de 511 257 habitants en 2017.